# Онутська стінка (пам'ятка природи)
Ону́тська сті́нка — геологічна пам'ятка природи місцевого значення в Україні. Розташована в межах Заставнівського району Чернівецької області, на північ від села Онут. 
Площа 24 га. Статус надано згідно з рішенням 18 сесії Чернівецької облради народних депутатів XXI скликання від 21 грудня 1993 року. Перебуває у віданні Митківської сільської ради. 
Статус надано для збереження геологічних відслонень на правому стрімкому березі річки Дністер. Стінка починається при північній околиці села і тягнеться на 1,7 км в північно-західному напрямку. Схил порослий лучно-степовою та чагарниковою рослинністю, серед якої є виходи на денну поверхню стратотипів верхнього силуру, нижнього девону, крейди, міоцену. Є цінні геоморфологічні та спелеокарстові утворення (гроти, печери).